# Đặng Xương Hữu
Đặng Xương Hữu (tiếng Trung: 邓昌友; sinh tháng 2 năm 1947) là Thượng tướng Không quân đã nghỉ hưu của Quân Giải phóng Nhân dân Trung Quốc (PLA). Từ năm 2002 đến năm 2012, ông là Chính ủy Không quân Quân Giải phóng Nhân dân Trung Quốc (PLAAF).

## Tiểu sử
Đặng Xương Hữu sinh tại Bồng Khê, Toại Ninh, tỉnh Tứ Xuyên, gia nhập Quân Giải phóng Nhân dân Trung Quốc tháng 3 năm 1968 vào Đảng Cộng sản Trung Quốc tháng 5 năm 1970.
Tháng 6 năm 1990, ông được bổ nhiệm làm Chủ nhiệm Chính trị Sở chỉ huy Ürümqi, Không quân Quân Giải phóng Nhân dân Trung Quốc. Tháng 1 năm 1993, ông là Chính ủy Quân đoàn 9 Không quân.
Tháng 7 năm 1996, nhậm chức Phó Chính ủy kiêm Bí thư Ủy ban Kiểm tra - Kỷ luật Quân khu Lan Châu.
Tháng 3 năm 1997, ông là Phó Chủ nhiệm Chính trị Không quân Quân Giải phóng Nhân dân Trung Quốc (PLAAF). Tháng 11 năm 1997, thăng chức Chủ nhiệm Chính trị Không quân Trung Quốc (PLAAF), Ủy viên thường vụ Đảng ủy Không quân.
Tháng 5 năm 2002, bổ nhiệm giữ chức Chính ủy Quân chủng Không quân Trung Quốc. Tháng 10 năm 2012, Đặng Xương Hữu nghỉ hưu.
Đặng Xương Hữu là Ủy viên Ban Chấp hành Trung ương Đảng Cộng sản Trung Quốc khóa 16 và khóa 17 (2007-2012).